# Deterministisch proces
Een deterministisch proces is een opeenvolging van uitkomsten die een causaal verband hebben. In tegenstelling tot bij stochastische processen speelt toeval geen rol. Als de beginvoorwaarden gelijk zijn, dan zal de uitkomst ook altijd gelijk zijn.
Als de beginvoorwaarden of het proces zelf in onvoldoende mate bekend zijn, dan kan een deterministisch proces stochastisch lijken. Dit is afhankelijk van de complexiteit van het proces.